# 郤至
郤 至（げき し、? - 紀元前574年12月26日）は、中国春秋時代の晋の将軍。氏は郤、または封地名から温、諱は至、字は季、諡は昭。郤昭子とも呼ばれる。宗家当主の郤錡や伯父の郤犨らと共に「三郤」と呼ばれた。
当時晋の貴族の中で最大の勢力を誇っていた郤氏の傍流として生れる。郤氏の専横は他の貴族達の反感を募らせていたが、その中で郤至の廉直な性格は他国まで知られており、楚の巫臣も晋に亡命した際には郤至を頼ってくるほどだった。
また、鄢陵の戦いで敵方の楚の王である共王に戦場で3度まみえながらも、3度とも兵車を降りて礼を施した態度は、敵味方双方から賞賛された。
しかし、一方では自分の功を誇って傲慢な態度を取る事もあり、また、郤氏の対抗勢力に対しては、常に敵対的な態度を取っていた。例えば、紀元前583年に趙氏を再興させた趙武が、郤至の所に成人の挨拶に来た時には「たとえあなたが誰にも負けないとしても、高位など望めません」とつれない態度を取り、また、鄢陵の戦いの前年の紀元前576年に、賢大夫として知られる伯宗を郤氏の敵対者とみなして、厲公に讒訴して殺害した。この事で郤至達は韓厥に「善人を殺した郤氏には必ず災いが下る」と非難された。
これらの事が災いして、紀元前574年12月26日に厲公が郤一族を滅ぼした時に郤至も誅殺されたが、その際彼は一切の抵抗もせずに従容と死についたと言う。死後、「昭」を諡され、郤昭子と呼ばれる。